# Swesa
Swesa (ukr. Свеса) – osiedle typu miejskiego na Ukrainie, w obwodzie sumskim, w rejonie jampolskim, nad rzeką Swisą. W 2020 roku liczyło ok. 6,4 tys. mieszkańców.

## Historia
Osiedle typu miejskiego od 1938 roku.
W 1989 liczyło 8890 mieszkańców.
W 2013 liczyło 6907 mieszkańców.